# Crazy Kids
"Crazy Kids" là tên một bài hát của nữ ca sĩ người Mỹ, Kesha. Ca khúc là đĩa đơn thứ ba từ album thứ hai Warrior (2012), phát hành vào tháng 4 năm 2013. Crazy Kids còn có thêm hai bản remix, một có sự góp giọng của rapper will.i.am, bản còn lại có sự tham gia của Pitbull. Ca từ và quảng bá sản xuất cho bài hát được Kesha, Dr. Luke, Benny Blanco và Cirkut thực hiện.

## Bảng xếp hạng

### Xếp hạng tuần
| Quốc gia (năm 2013)                             | Vị trí cao nhất |
| ----------------------------------------------- | --------------- |
| Úc (ARIA)                                       | 32              |
| Áo (Ö3 Austria Top 40)                          | 58              |
| Bỉ (Ultratip Flanders)                          | 5               |
| Bỉ (Ultratip Wallonia)                          | 8               |
| Canada (Canadian Hot 100)                       | 47              |
| Trường songid là BẮT BUỘC CHO BẢNG XẾP HẠNG ĐỨC | 56              |
| Ireland (IRMA)                                  | 14              |
| Lebanon (Lebanese Top 20)                       | 14              |
| Scotland (OCC)                                  | 22              |
| Slovakia (Rádio Top 100)                        | 32              |
| South Korea (GAON)                              | 2               |
| UK Singles (Official Charts Company)            | 27              |
| Hoa Kỳ Billboard Hot 100                        | 40              |
| Hoa Kỳ Dance Club Songs (Billboard)             | 32              |
| Hoa Kỳ Pop Airplay (Billboard)                  | 19              |

 
|